# Sanche de Viguera
Sanche Ramírez (en basque: Antso Ramirez; mort vers 1002) est le second roi de Viguera, de 981 jusqu'à sa mort vers 1002. Il est le fils aîné de Ramiro Garcés, le premier roi de Viguera, et le petit-fils de García Sánchez II, roi de Navarre.
Peu de choses sont connues à propos de son règne à Viguera. Après la mort de son père, il apparaît dans un document avec son oncle Sanche II Garcés, roi de Navarre et son frère Garcia Ramirez. Sa mort est habituellement estimée à 999, mais des documents publiés récemment montrent qu'il vivait encore en 1002. En cette année, entre la dernière mention de García III Sánchez de Navarre en 1000 et la première mention de Sanche III Garcés de Navarre en 1004, il apparaît comme roi dans un contexte qui suggère un plus grand territoire que simplement Viguera. Il est possible que Sanche Ramírez fut brièvement régent de Pampelune de la même manière que Jimeno Garcés le fut pendant la jeunesse García II Sánchez. Ce document de 1002 est le dernier où il est cité et on présume qu'il est mort peu après.
Une femme nommée Sancha Sánchez figure dans les chartes royales de Pampelune avec un statut important et est peut-être sa fille, mais son sort est inconnu. Son frère Garcia Ramirez lui succède.

## Sources
- (en) Cet article est partiellement ou en totalité issu de l’article de Wikipédia en anglais intitulé « Sancho Ramírez of Viguera » (voir la liste des auteurs).
- (es) Alberto Cañada Juste, « Un milenario navarro: Ramiro Garcés, rey de Viguera », Princípe de Viana, no 42,‎ 1982, p. 21–37 (lire en ligne).
- (es) Alberto Cañada Juste, « Lucubraciones en torno a un documento milenario », Princípe de Viana, no 63,‎ 2002, p. 339–344 (lire en ligne).
- (es) Antonio Ubieto Arteta, « Monarcas navarros olvidados: los reyes de Viguera », Hispania, no X,‎ 1950, p. 8–25.